# إيرين أوسغود اندروز
إيرين أوسغود اندروز (بالإنجليزية: Irene Osgood Andrews)‏ هي كاتِبة أمريكية، ولدت في 18 يناير 1879 في بيغ رابيدز في الولايات المتحدة، وتوفيت في فبراير 1963.